# أوبل أدميرال

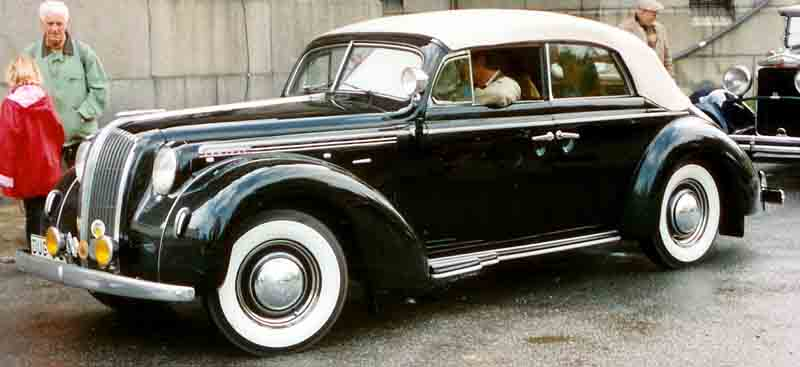
أوبل أدميرال كابريوليه 4 أبواب (1938)

أوبل أدميرال هي سيارة فارهة صنعتها شركة تصنيع السيارات الألمانية أوبل من عام 1937 إلى عام 1939 ومرة أخرى من عام 1964 إلى عام 1977.

## أدميرال (1937–1939)

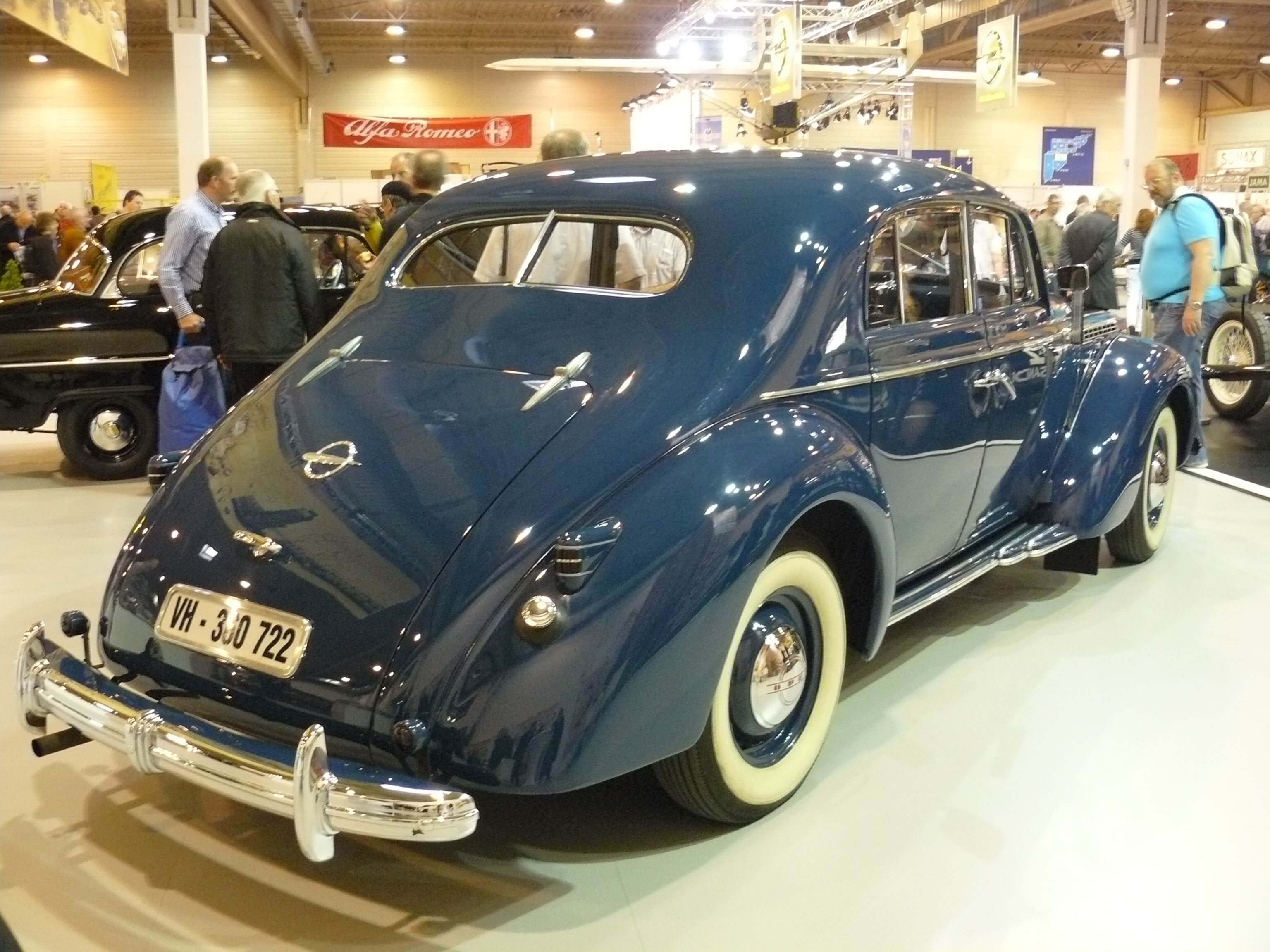
1938 الأميرال من الخلف

تم تقديم أول سيارة أدميرال في وقت مبكر من عام 1937 في معرض برلين للسيارات، على الرغم من أن الإنتاج لم يبدأ حتى نهاية العام، حيث تم إنتاج ثمانية فقط في عام 1937. كان النموذج محاولة لتحدي السيارات الفاخرة في فئة 3.5 لتر المتنامية من هورش ومرسيدس-بنز ومايباخ. ومع ذلك، فقد جائت بسعر أقل بكثير من السيارات ذات الحجم المماثل من هذه الشركات المصنعة الفاخرة.

### المحركات
كانت السيارة مدعومة بمحرك سعة 3،626 سي سي مطورة حديثًابقوة 75 حصان متري (55 كـو؛ 74 حصان) بسرعة قصوى 132 كيلومتر في الساعة (82 ميل/س). تمت مشاركة المحرك مع شاحنة أوبل بليتز 3.5 طن التي تم إنتاجها في مصنع المركبات التجارية الذي افتتحته الشركة المصنعة مؤخرًا في براندنبورغ أن دير هافيل  جنوب غرب برلين، وهي تشبه شفروليه وفوكسهول / بيدفورد- يعود ذلك عندما استولى الألمان والحلفاء على مركبات بعضهم البعض خلال الحرب العالمية الثانية. [بحاجة لمصدر]